# Obermühlegg
Obermühlegg (mundartlich: Obərmiəlek, Miəlegg) ist ein Gemeindeteil der Gemeinde Bolsterlang im bayerisch-schwäbischen Landkreis Oberallgäu.

## Geographie
Der Weiler liegt circa einen Kilometer nordöstlich des Hauptorts Bolsterlang.

## Ortsname
Der Ortsname setzt sich aus den mittelhochdeutschen Wörtern ecke für Ecke, Kante, Winkel und Mühle zusammen und bedeutet (Siedlung am) Bergvorsprung bei einer Mühle.

## Geschichte
Mühlegg wurde erstmals urkundlich im Jahr 1265 mit dem Ritter Heinrich de Molendino erwähnt. Der Ritter war stiftskemptischer Ministerale, dessen Burgstall sich in Untermühlegg befand. Das Rittergeschlecht von Mühlegg starb um 1500 aus. Östlich von Obermühlegg befand sich die Burg er Herren von Gundelsberg. Im Jahr 1408 wurde erstmals zwischen Ober- und Untermühlegg unterschieden. Im Jahr 1451 wurden ein Bauhof und eine Mühle, vermutlich die Bachtelmühle, in Mühlegg genannt. Die Kapelle St. Anna in Obermühlegg wurde im Jahr 1683 erbaut.

## Baudenkmäler
Siehe: Liste der Baudenkmäler in Obermühlegg